# Останній з могікан (роман)
«Оста́нній з могіка́н» (англ. The Last of the Mohicans) — історичний роман американського письменника Джеймса Фенімора Купера, опублікований в 1826 році. Друга книга в пенталогії про Шкіряну Панчоху (як за датою публікації, так і за хронологією епопеї), в якій Купер оповідає про життя на американському фронтирі і одним з перших зображує своєрідність духовного світу і звичаїв північноамериканських індіанців.
Події, змальовані у романі, відбуваються в 1757 році, під час Франко-індіанської війни (Семирічної війни), коли Франція і Велика Британія боролися за контроль над північноамериканськими колоніями. Під час цієї війни французи закликали союзницькі індіанські племена до боротьби з численнішими британськими колоністами.
Головного героя роману — Ункаса — Купер назвав на честь реального Ункаса (1588—1683), вождя-сахема племені мохеган (не плутати з могіканами), який був союзником англійців у 17 столітті в Коннектикуті.

## Сюжет
Кора та Еліс Манро, дочки підполковника Манро, подорожують з майором Дунканом Гейвордом з форту Едвард до форту Вільям-Генрі. Дорогою вони знаходять ще одного супутника, Девіда Гамута, вчителя співу. Їхнім провідником є тубілець на ім'я Магуа, який обіцяє повести їх коротким шляхом, але без супроводу ополченців з Нью-Йорка. Гейворд відмовляється від короткого шляху та зустрічає британського розвідника Натті Бамппо на прізвисько Соколине Око, та його двох друзів-могікан: Чингачгука та його сина Ункаса. Гейворд, Соколине Око й могікани погоджуються, що Магуа — розвідник-гурон, який таємно служить французам. Магуа тікає, підтвердивши цим підозри. Передбачаючи прихід підкріплення гуронів, Соколине Око та могікани ведуть своїх нових супутників до прихованої печери на острові в річці. Оскільки боєприпаси закінчуються, Соколине Око та могікани йдуть, пообіцявши повернутися за своїми товаришами.
Магуа та гурони захоплюють Гейворда, Гамута та сестер Манро. Магуа зізнається, що прагне помститися полковнику Манро, за те, що той перетворив його на алкоголіка за допомогою віскі — й за це Магуа вигнали з племені. Він пропонує пощадити групу, якщо Кора стане його дружиною, але вона відмовляється. Після другої відмови він засуджує в'язнів до страти. Соколине Око та могікани вчасно повертаються й ведуть товаришів до напівзруйнованої будівлі, де була битва між гуронами та британцями. Гурони відступають, щоб не потурбувати могили своїх одноплемінників.
Наступного дня Соколине Око веде загін до форту Генрі, взятого в облогу французами. Манро відправляє Соколиного Ока до форту Едвард за підкріпленням, але розвідника захоплюють французи. Гейворд розповідає полковнику Манро про кохання до Аліси. Французький генерал Монкальм запрошує Манро на переговори. Манро погоджується на умови Монкальма: британські солдати разом зі своїми жінками та дітьми повинні покинути форт і припинити бойові дії на 18 місяців. Коли евакуйовані покидають форт, на них влаштовують засідку гурони. Під час зчиненої різанини Магуа викрадає Кору та Алісу та веде їх до села гуронів. Девід Гамут переслідує їх, а Соколине Око, могікани, Гейворд і полковник Манро тим часом вижили та переслідують Магуа своїм шляхом.
Їм вдається дістатися вслід за Магуа до села гуронів. Тут вони знаходять Гамута, якого гурони пощадили, вважаючи за божевільного. Гамут розповідає, що Аліса утримується в цьому селі, а Кора — в іншому, що належить племені ленапе.
Переодягнений у французького лікаря, Гейворд разом з Гамутом входить до села гуронів, щоб врятувати Алісу. В той час Соколине Око та Ункас вирушають рятувати Кору, а Манро та Чингачгук залишаються в сховку. Ункаса беруть у полон гурони та залишають помирати з голоду. Гейворду не вдається знайти Алісу. Воїн-гурон просить Гейворда зцілити його божевільну дружину. Їх обох переслідує Соколине Око, переодягнений у «магічного ведмедя». Соколине Око долає Магуа, зв'язує його, визволяє Алісу й далі поспішає врятувати Ункаса. Гамут змушує довірливого гурона підпустити його та «магічного ведмедя» до Ункаса. План полягає в тому, що Ункас переодягається у ведмедя й тікає, а Гамут лишається замість нього в ув'язненні. Ункас і Соколине Око тікають, поки гурони знаходять зв'язаного Магуа, який клянеться помститися.
Ункас і Соколине Ока разом з Алісою, Корою та Гейвордом опиняються в полоні племені делаварів. Магуа входить до села та вимагає повернення своїх полонених. Під час наступних перемовин виявляється, що Ункас є могіканом, останнім нащадком колись великого племені. Таменунд, мудрець делаварів, стає на бік Ункаса та звільняє полонених, крім Кори, яку він передає Магуа згідно з племінним звичаєм. Це призводить до ворожнечі між гуронами й делаварами, вони готуються до битви. Ункас, Соколине Око, Гейворд, Гамут та делавари йдуть у ліс, щоб битися з гуронами.
До битви приєднуються Чінгачгук та Манро, і зрештою вони перемагають гуронів та захоплюють їхнє село. Магуа тікає з Корою та двома іншими гуронами. Ункас, Соколине Око, Гейворд та Гамут переслідують їх до гори. В подальшій сутичці гурони вбивають Кору, Магуа вбиває Ункаса, а Соколине Око вбиває Магуа. Чингачгук таким чином лишається останнім з могікан.
Ункасу та Корі влаштовують похорон у селі делаварів, і Соколине Око підтверджує свою дружбу з Чінгачгуком. Таменунд пророкує, що настало панування «блідолицих», але час «червоних» теж настане.

## Герої
- Чингачгук — останній вождь індіанського племені могікан; провідник для подорожуючих сестер Мунро і батько Ункаса.[3]
- Ункас — син Чингачгука і останній з могікан (останній чистокровний могіканин).[4]
- Натті Бампо / Соколине Око — «американський герой» і провідник сестер Мунро, прийомний син Чингачгука. Також відомий серед індіанців і французів як «Довгий Карабін» через свою довгу гвинтівку і навички стрільби.
- Кора Мунро — темноволоса дочка полковника Мунро. Її мати, з якою Мунро одружився у Вест-Індії, була мулаткою[5].
- Еліс Мунро — молодша сестра Кори, дочка Еліс Грем, яка була коханням Мунро, коли він був молодий.
- Магуа — лідер гуронів і головний лиходій в романі, вигнаний зі свого племені за пияцтво. Також відомий як «Хитра Лисиця».

## Екранізації
За романом було знято близько 20 повнометражних фільмів, серіалів та мультфільмів.
| Рік  | Країни                | Назва українською                           | Оригінальна назва                                 | Режисери                                            |
| ---- | --------------------- | ------------------------------------------- | ------------------------------------------------- | --------------------------------------------------- |
| 1909 | США                   | Шкіряна Панчоха                             | Leather Stocking                                  | Девід Ворк Гріффіт                                  |
| 1911 | США                   | Останній з могікан                          | The Last of the Mohicans                          | Едвін Танхаусер                                     |
| 1920 | Веймарська республіка | Шкіряна Панчоха                             | Lederstrumpf                                      | Артур Веллін                                        |
| 1920 | США                   | Останній з могікан                          | The Last of the Mohicans                          | Кларенс Браун, Морес Турнер                         |
| 1932 | США                   | Останній з могікан (серіал)                 | The Last of the Mohicans                          | Форд Біб, Вільям Рівз Ізон                          |
| 1936 | США                   | Останній з могікан                          | The Last of the Mohicans                          | Джордж Б. Сейтц                                     |
| 1947 | США                   | Останній з червоношкірих                    | The Last of the Redmen                            | Джордж Шерман                                       |
| 1948 | США                   | Повернення могікан                          | The Return of the Mohicans                        | Серіал 1932 року, ущільнений у повнометражний фільм |
| 1950 | США                   | Стежка ірокезів                             | The Iroquois Trail                                | Філ Карлсон                                         |
| 1957 | Канада                | Соколине Око та останній з могікан (серіал) | Hawkeye and the Last of the Mohicans              | Сем Ньюфілд, Сідні Салков                           |
| 1965 | Іспанія, Італія       | Осінь могікан                               | L'ultimo dei Mohicani / Uncas, el fin de una raza | Матео Кано                                          |
| 1965 | ФРН, Італія, Іспанія  | Останній з могікан                          | Der Letzte Mohikaner / La Valle delle ombre rosse | Гаральд Райнль                                      |
| 1969 | Румунія, НДР          | Останній з могікан                          | Ultimul mohican                                   | Жан Древіль, П'єр Гаспар-Юі, Серджіу Ніколаеску     |
| 1969 | ФРН                   | Останній з могікан                          | Der letzte Mohikaner                              | Жан Древіль, П'єр Гаспар-Юі                         |
| 1971 | Велика Британія       | Останній з могікан                          | The Last of the Mohicans                          | Девід Мелоні                                        |
| 1977 | США                   | Останній з могікан                          | The Last of the Mohicans                          | Джеймс Л. Конвей                                    |
| 1977 | Австралія             | Останній з могікан (мультфільм)             | The Last of the Mohicans                          | Кріс Каддінгтон                                     |
| 1987 | Австралія             | Останній з могікан (мультфільм)             | The Last of the Mohicans                          |                                                     |
| 1992 | США                   | Останній з могікан                          | The Last of the Mohicans                          | Майкл Манн                                          |

## Переклади українською
- Купер Джеймс. Соколине око. Оповіданнє з часів племінних боротьб в Америці. Переклав[8] «Крукове крило» [Юліян Редько][9]. — Станиславів: Друк. Данкевича, 1924. — 57 с. — (Бібліотека «Українського пласту», Ч. 1.)
- Джеймс Купер. Останній з Могікан. Переклад з англійської: Микола Іванов. Харків: Дитвидав. 1938. ? стор.
  - (передрук) Джеймс Фенімор Купер. Останній з Могікан. Переклад з англійської: Микола Іванов, Світлана Торба. Київ: Знання. 2017. 367 с. ISBN 978-617-07-0425-2 (серія «Класна література»)

- Джеймс Фенімор Купер. Останній з Могікан. Переклад з англійської: Ростислав Доценко. Київ: Веселка. 1969. 509 с.
  - (передрук) Джеймс Фенімор Купер. Останній з Могікан. Переклад з англійської: Ростислав Доценко, Ілона Клочкова. Київ: Країна Мрій. 2015. 432 с. ISBN 978-617-538-391-9 (серія «Всеволод Нестайко радить прочитати»)
  - (передрук) Джеймс Фенімор Купер. Останній з Могікан. Переклад з англійської: Ростислав Доценко, Ілона Клочкова. Київ: KM Books. 2018. 416 с. ISBN 978-617-7535-11-8 (серія «КМ Класика»)
- Джеймс Фенімор Купер. Останній з Могікан. Переклад з англійської: Ірина Муращик. Київ: Дніпро. 2001. ? с. ISBN ?
  - (передрук) Джеймс Фенімор Купер. Останній з Могікан. Переклад з англійської: Ірина Муращик. Львів: ВД «Панорама». 2002. 304 с. ISBN 966-8084-12-8 (Серія «Класика»)
  - (передрук) Джеймс Фенімор Купер. Останній з Могікан. Пер. з англійської: Ірина Муращик. Тернопіль: НК-Богдан; Київ: Веселка. 2004. 304 с. ISBN 966-692-461-7 (НК-Богдан), ISBN 966-01-0337-9 (Веселка) (серія «Світовид»)[10]
- Джеймс Фенімор Купер. Останній з Могікан. Переклад з російської: Анастасія Марченко. Харків: КСД. 2010. 238 с. ISBN 978-966-14-0884-4(серія «Бібліотека пригод»)